# Tenedor-cuchara

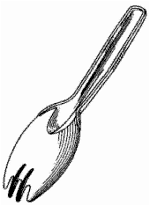
Tenedor-cuchara o cuchador.

El spork, traducido habitualmente al español como cuchador, es una forma híbrida de cuchillería. Sobre la base de una cuchara, se agregan los dientes de un tenedor (generalmente tres o cuatro), y a veces el borde serrado de un cuchillo. Utensilios parecidos al cuchador se han fabricado desde por lo menos finales del siglo XIX; patentes para utensilios así datan de 1874. El cuchador se ofrece en forma reutilizable o desechable y es bastante versátil. Por esta razón son utilizados comúnmente por los restaurantes de comida rápida y por excursionistas.

## Etimología
El término cuchador proviene de la combinación de los nombres de sus formadores. En inglés, se llama spork, vocablo que proviene de spoon (cuchara) y fork (tenedor), por lo que una traducción correcta al español sería "cuchador", proveniente de la combinación de "cuchara" y "tenedor". La palabra "spork" apareció en el suplemento de 1909 del Century Dictionary, donde fue descrita como un nombre comercial y como "una palabra compuesta aplicada a una cuchara larga y delgada que tiene en el extremo de la cabeza cóncava proyecciones que se asemejan a los dientes de un tenedor". Una variación del cuchador es el splade, que además de la forma de la cuchara, y los dientes del tenedor, tiene un borde algo agudo o una lámina afilada (inglés blade) en uno o ambos lados.

## Historia

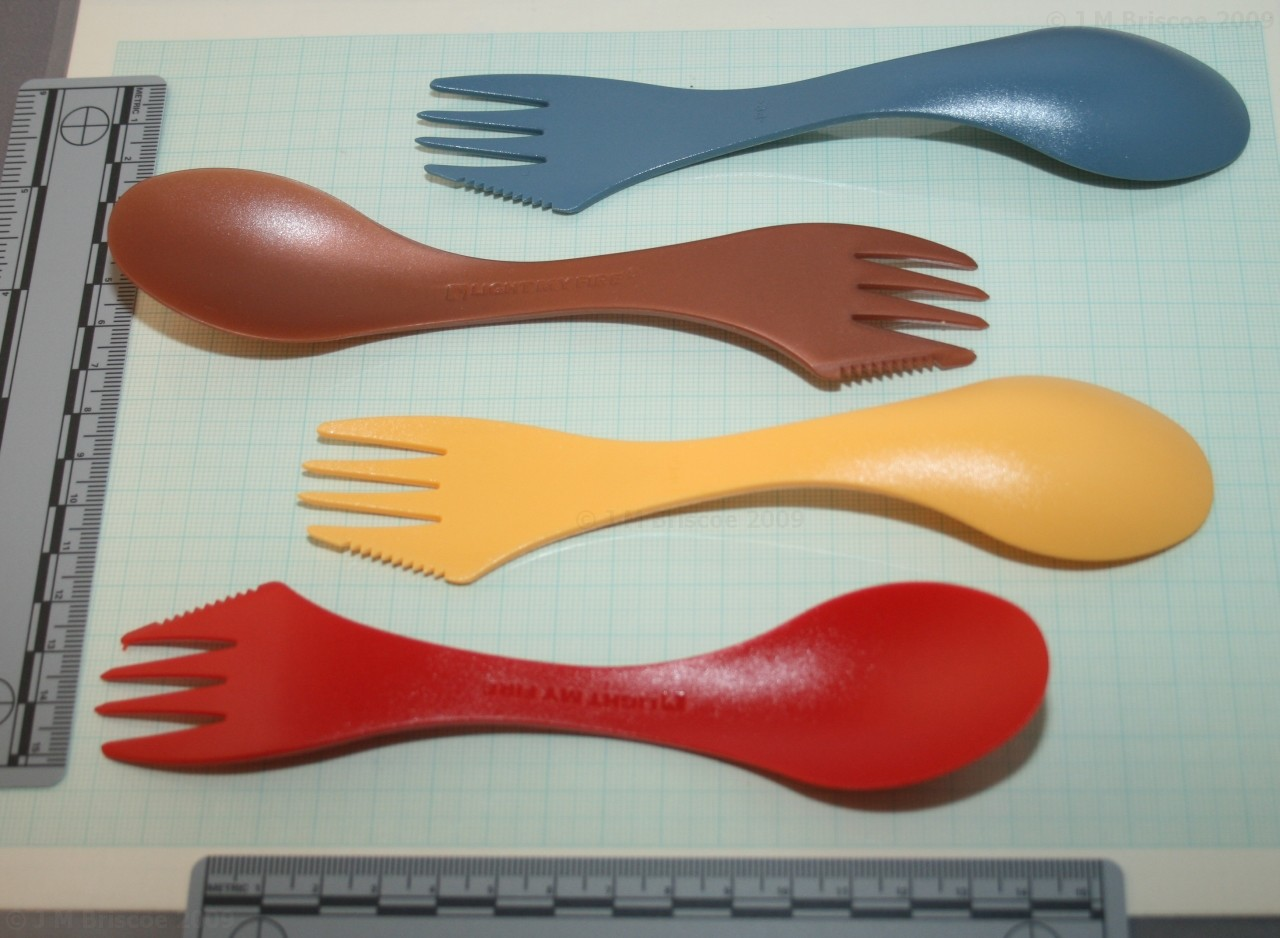
Cuchadores de plástico con el adicional de un filo de
cuchillo en uno de los dientes del tenedor.

El ejemplar más antiguo data de 1583 y su inventor fue Christoph Trechsler.
En Estados Unidos, varias patentes se han publicado. Una cuchara, un tenedor y un cuchillo combinados, que se asemejaba de cerca al utensilio moderno, fueron inventados por S. W. Francis; se trata de la U.S. Patent 147 119, de febrero de 1874. Otras tempranas patentes incluyen la U.S. Patent 904 553, para una "cuchara cortante", concedida el 24 de noviembre de 1908, y la U.S. Patent 1.044.869, para una cuchara con un borde con pequeños dientes, concedida a F. Emmenegger en noviembre de 1912. Muchas de estas invenciones ocurrieron antes del uso del término spork y así se pueden considerar como proto-sporks. Dado este arte anterior significativo, el concepto básico de combinar aspectos de una cuchara y de un tenedor está establecido; las patentes más modernas se han limitado a la práctica específica y aspecto del spork. Estas patentes de diseño no evitan que cualquier persona pueda diseñar y fabricar su propia versión de un spork. Ejemplos de las patentes modernas de Estados Unidos para los sporks incluyen el número D247 153 de la patente publicada en febrero de 1978 y la Patente D388 664, publicada en enero de 1998.
La palabra spork se originó en los albores del siglo XX para describir tales dispositivos. Según un artículo del 20 de diciembre de 1952 del New York Times, Hyde W. Ballard, de Westtown, Pensilvania, pretendió convertir a "Spork" en una marca registrada para una combinación de cuchara y tenedor hecha de acero inoxidable, aunque no hay ningún expediente de este uso en la Oficina de Patentes de los Estados Unidos (USPTO). La Van Brode Milling Company registró posteriormente el nombre "Spork" para una combinación de cuchara, tenedor y cuchillo plásticos en la USPTO del 27 de octubre de 1970, pero abandonó el registro varios años más adelante. La palabra spork acompañada de un diseño estilizado se registra actualmente en Estados Unidos en lo referente a las herramientas de mano.
En el Reino Unido, Plastico Limited originalmente registró la marca SPORK en lo referente a la cuchillería con efectividad desde el 18 de septiembre de 1975 (con el registro n.º 1052291). El registro ahora está bajo el nombre de otra compañía y en vigor.
Se cree que el cuchador moderno, hecho de plástico desechable, fue introducido por la cadena KFC de comida rápida, entonces conocida como Kentucky Fried Chicken, para su popular ensalada de col, en un cierto punto al inicio de los años 1970.

### Rumores
Mucha gente cree que el cuchador es la reproducción física del "runcible spoon" (spoon = cuchara; la palabra runcible no tiene significado) del poema de Edward Lear, The Owl and the Pussycat. En realidad, no hay ninguna relación entre el utensilio ficticio del poema y los cuchadores. Además, la palabra runcible ha aparecido en otras obras de Lear, mencionando a un "runcible hat" (hat = sombrero), "runcible cat" (cat = gato), "runcible goose" (goose = ganso) y "runcible wall" (wall = pared).
Existen muchos rumores falsos acerca de la creación del cuchador y de la palabra spork. Según un rumor que circuló en el "Spork FAQ", el cuchador fue inventado en los años 1940 por el ejército de Estados Unidos, que los introdujo al Japón. Este rumor no es más que una leyenda urbana. Virtualmente cada referencia a la teoría de Japón deletrea incorrectamente el nombre de Douglas MacArthur como McArthur, dando crédito a la noción de que todas estas referencias tienen un origen común. Además, el kit M-1926 del ejército de Estados Unidos, que se utilizó a partir de 1926 y hasta los años 1980, incluyó un cuchillo, un tenedor y una cuchara separados. Pese a esto, el "Spork FAQ" tiene una cantidad pequeña de verdad, ya que los cuchadores fueron ampliamente utilizados en Japón después de la Segunda Guerra Mundial.
Un rumor popular en Internet describe al cuchador como la creación de un inventor alemán sin nombre ni recursos hacia el final de la Segunda Guerra Mundial. Ningún documento histórico conocido da validez a esta leyenda urbana, pero es claramente incorrecto, ya que el utensilio fue creado mucho antes de la guerra.

## Materiales y usos

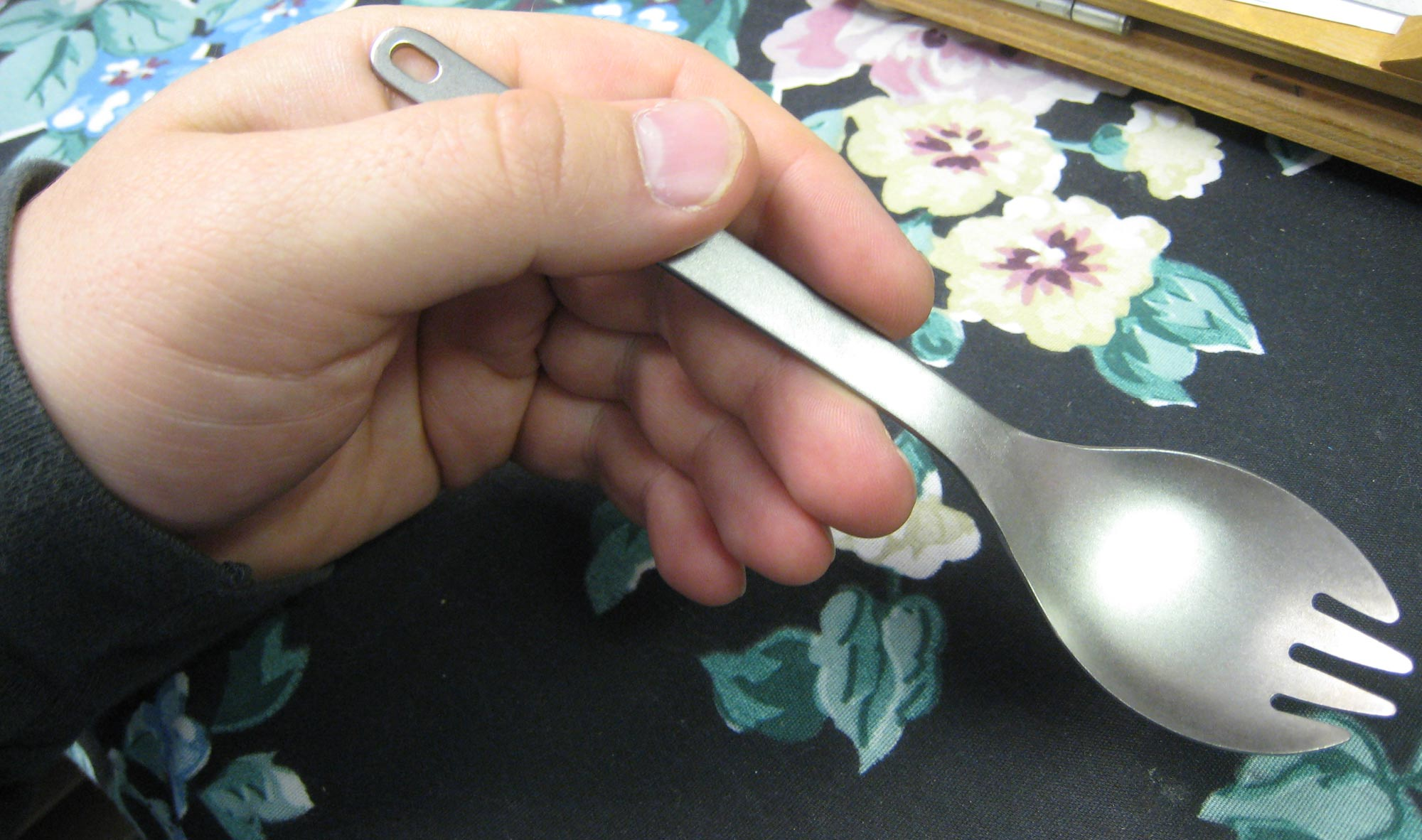
Cuchador de titanio.

Los cuchadores se pueden elaborar con plástico, metal o madera. Los hechos de plástico son a menudo desechables, pero los de metal y los de madera son fabricados con el propósito de ser lavados y reutilizados. Los metales tales como acero inoxidable, aluminio ligero e incluso titanio muy ligero (pero costoso), así como el plástico "irrompible" de marca Lexan, se han utilizado en la fabricación del cuchador. Los cuchadores de metal se utilizan usualmente para comer pomelo.
Los cuchadores se utilizan en un número de restaurantes de comida rápida, tales como El Pollo Loco, y las franquicias de Yum! Brands, Kentucky Fried Chicken y Taco Bell. Se los encuentra además en muchos otros restaurantes y en cafeterías escolares. Los cuchadores están también disponibles para la compra por parte del consumidor, y se los halla a menudo en comidas campestres y ocasiones similares. Los de plástico son asimismo comunes en prisiones de Estados Unidos, porque son difíciles de transformar en armas.
En sus formas más ligeras, son populares entre excursionistas, pues son más pequeños y ligeros que un tenedor más una cuchara.

## Impacto social

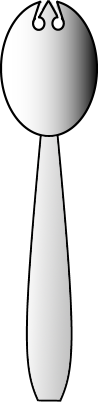
Diseño usado en escuelas japonesas hasta los años 1980.

### En Estados Unidos
El estilo híbrido de los cuchadores ha dado lugar a admiradores a lo largo y ancho de Estados Unidos, incluso llegando a formar "cultos" menores. Muchos sitios de Internet hablan de estos cultos.
Diversas bandas de música alternativa en Estados Unidos se llaman "Spork". Una de las más conocidas se encuentra en Baltimore (Maryland). Existen otras bandas en Marana (Arizona), Albuquerque (Nuevo México) y Nederland (Texas), siendo esta última notable por tocar música bautista.
En la Uncyclopedia, el verbo derivado to spork significa "tomar un artículo serio, por ejemplo, de Wikipedia, y colocarlo en la Uncyclopedia".
En la serie animada Los Simpson, el personaje de Bart recibe un cuchador cuando se une a los Scouts.

### En Japón
Como ya se ha dicho, los cuchadores fueron muy comunes después de la Segunda Guerra Mundial en Japón. Se los adoptó como utensilio, además de los palillos, para los almuerzos de la escuela en muchos distritos, como una medida para recortar los costos y como alternativa a los tenedores y cucharas.
Esta práctica acabó al final de los años 1980 porque fueron criticados por introducir malos hábitos en la alimentación. Una referencia a esto se encuentra al principio del episodio final del anime FLCL, cuando la profesora Miya-junio intenta enseñarle a la clase el uso apropiado de los palillos, y no puede usarlos ella misma. Los estudiantes comienzan inmediatamente a extrañar sus cuchadores.[cita requerida]
Algunos "cultos" de cuchadores utilizan elementos japoneses, como referencia al frecuente uso que se le da a estos utensilios en aquel país asiático.

### Literatura
El autor canadiense Douglas Coupland hace múltiples menciones de las diferentes variantes de este utensilio en su novela Worst Person Ever, de 2013 (ISBN 979-1030700084).

### Cine
En la película Toy Story 4, de Disney y Pixar, una niña que empieza su primer año de primaria encuentra una especie de tenedor-cuchara y crea un muñeco con ello, que más tarde cobra vida y es uno de los protagonistas de la historia.